# Pamela Bowen
Pamela Bowen es una actriz estadounidense.

## Carrera
Bowen comenzó su carrera en la actuación en 1984 en la serie de televisión Loving. Después interpretó varios papeles en series de televisión y telefilmes como Days of our Lives (1986-1987), The Player (1992), Running the Halls (1993), Land's End (1995-1996) y Detroit Rock City (1999).

## Plano personal
Bowen se casó con el músico Paul Stanley (miembro de la banda de rock Kiss) el 26 de julio de 1992. La pareja tiene un hijo llamado Evan Shane, nacido en 1994. Se divorciaron en marzo de 2001 debido a diferencias irreparables.

## Filmografía

### Cine
- 2016 Opening Night
- 2002 Julius Caesar
- 2000 Time Share
- 1999 Detroit Rock City
- 1995 Angel's Tide
- 1992 The Player
- 1991 Perry Mason: The Case of the Maligned Mobster

### Televisión
- 2015 Justified
- 2012 - 2017 Broken at Love
- 2003 She Spies
- 2003 Six Feet Under
- 1999 Air America
- 1998 Pacific Blue
- 1998 Jenny
- 1997 Everybody Loves Raymond
- 1997 High Tide
- 1991 – 1996 Silk Stalkings
- 1995 – 1996 Land's End
- 1993 Running the Halls
- 1993 Hearts Afire
- 1993 Beverly Hills, 90210
- 1992 California Dreams
- 1992 Dangerous Curves
- 1990 Murder, She Wrote
- 1989 Matlock
- 1989 Heartbeat
- 1988 Hooperman
- 1988 Cheers
- 1987 Moonlighting
- 1987 Rags to Riches
- 1986 – 1987 Days of our Lives
- 1986 MacGyver
- 1986 Designing Women
- 1984 – 1985 Loving